# Bulstrad Arena
La Bulstrad Arena (bulgare : Булстрад арена) est une salle omnisports situé à Roussé, en Bulgarie.

## Événements
- Championnat du monde masculin de volley-ball 2018
- Ligue européenne féminine de volley-ball 2021 (Ligue d'or, phase finale)